# Fornix (Architektur)
Fornix (lateinisch) bezeichnet in der römischen Architektur den Bogen eines Gewölbes, zunächst die Bögen von Brücken und Aquädukten, später auch Wölbungen im Mauerwerk über Türen und Fenstern, kleine Pforten und Zugänge zum Zuschauerraum. Schließlich stand Fornix auch für das Gewölbe selbst, überwölbte Passagen und Laubengänge oder einen überwölbten Raum, zum Beispiel ein Kellergewölbe, noch allgemeiner für ein Kellergeschoss.
Gegen Ende der Republik setzte ein Bedeutungswandel ein. Durch den schlechten Ruf der in solchen Laden- und Kellergewölben untergebrachten Tabernae wurde Fornix zum Synonym für Bordell. Daher wurde für die Bögen von Aquädukten, Tor- und Triumphbögen fortan nur das neutralere arcus verwendet. Einige alte Bögen in Rom behielten jedoch ihre Namen, so der Calpurnianus Fornix, der Fabianus Fornix, Fornix Augusti, Fornix Scipionis und die drei Fornices Stertinii. Passagen und Laubengänge nannte man via tecta („überdachter Weg“).
In der Bedeutung „Bordell“ fanden fornix und seine Ableitungen (fornicare „Unzucht treiben“, fornicatrix „Hure“) weite Verbreitung in den Schriften der Kirchenväter, von wo sie in die europäischen Sprachen gelangten, zum Beispiel das Englische und Französische (fornication „Unzucht“).